# Бурівка (Сумський район)
Бурі́вка —  село в Україні, у Лебединській міській громаді Сумського району Сумської області. Населення становить 66 осіб. До 2020 орган місцевого самоврядування — Боровеньківська сільська рада.

## Географія
Село Бурівка знаходиться в балці Трюханів Яр. На відстані 1 км розташовані села Круте (зняте з обліку в 2007 році) і Буро-Рубанівка, за 2 км — село Семенівка. По селу протікає пересихаючий струмок з загатою.

## Історія
12 червня 2020 року, відповідно до Розпорядження Кабінету Міністрів України № 723-р «Про визначення адміністративних центрів та затвердження територій територіальних громад Сумської області», увійшло до складу Лебединської міської територіальної громади.
19 липня 2020 року, після ліквідації Лебединського району, село увійшло до Сумського району.